# Lasel
Lasel is een plaats in de Duitse deelstaat Rijnland-Palts, en maakt deel uit van de Eifelkreis Bitburg-Prüm.
Lasel telt 314 inwoners.
Lasel ligt aan de Nims in de Eifel op een hoogte van ongeveer 350 m boven NN.
De plaats behoorde in 1268 deels tot Hof 'Seffern en deels bij Nimsreuland. De naam Lasel stamt waarschijnlijk af van Langesul'.

## Bestuur
De plaats is een Ortsgemeinde en maakt deel uit van de Verbandsgemeinde Prüm.

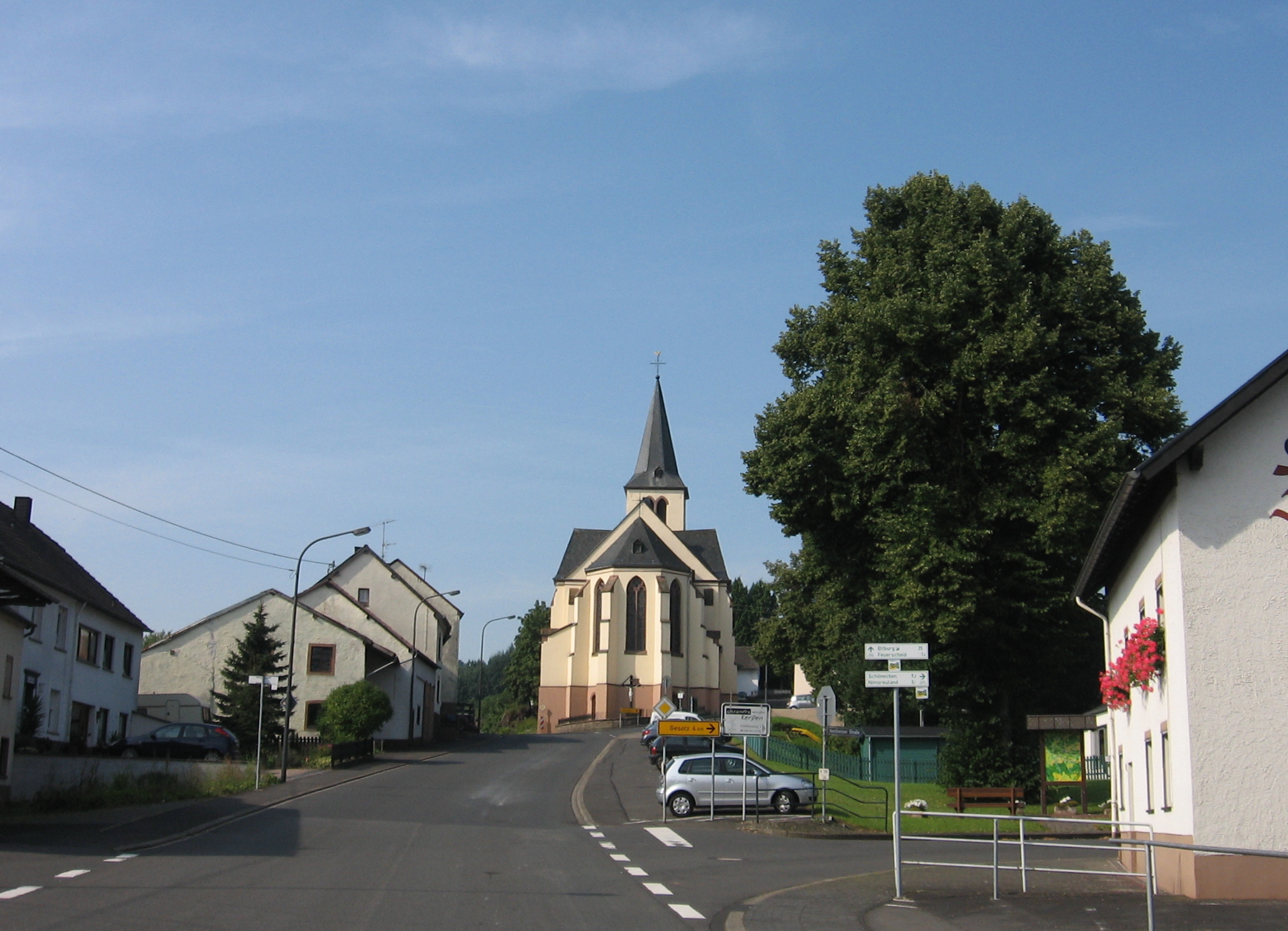
Lasel, met de gotische Hallenkerk uit 1885, opengesteld 1896

Verbandsvrije stad:  Bitburg